# Мэсси, Клео
Кле́о Мэ́сси (англ. Cleo Massey; род. 19 ноября 1993, Лонсестон, Тасмания) — австралийская актриса

, сценарист и помощник производства. 

## Ранние годы
Клео Мэсси родилась 19 ноября 1993 года в Лонсестоне, штат Тасмания, Австралия, в семье актрисы и преподаватель по актёрскому мастерству Анны Уотерс-Мэсси. Её младший брат, Джоуи Мэсси (род. 2000), также актёр.

## Карьера
Мэсси начала актёрскую карьеру в 11-летнем возрасте. С 2006 по 2010 год она играла Ким Сертори в телесериале «H2O: Просто добавь воды».

## Личная жизнь
С 12 ноября 2021 года Мэсси замужем за актёром Люком Демпси-Чехом, с которым она встречалась десять лет до их свадьбы. У супругов есть дочь — Индиго Валери Демпси (род. 24 марта 2024).

## Избранная фильмография
| Год       |   | Русское название        | Оригинальное название | Роль                       |
| --------- | - | ----------------------- | --------------------- | -------------------------- |
| 2006      | с | Непокорная              | Mortified             | девочка из отряда Бриттани |
| 2006—2010 | с | H2O: Просто добавь воды | H2O: Just Add Water   | Ким Сертори                |
| 2006      | с | Королевская бухта       | Monarch Cove          | Девочка                    |
| 2006      | с | Humidity Rising         | Humidity Rising       | Крисси                     |
| 2008      | с | Vigilante               | Vigilante             | Battered Child             |
| 2009      | с | I.C.U.                  | I.C.U.                | Дочь                       |
| 2010      | с | Маленькие вещи          | The Little Things     | Молодая Ди                 |
| 2010      | с | Тщетность               | Futility              | Джейд Макинтайр            |
| 2011      | с | People Watching         | People Watching       | Молодая мама               |
| 2012      | с | I'm Home                | I'm Home              | Мэг                        |